# Charlie Falconer
Charles Leslie (Charlie) Falconer  (Edinburgh, Schotland, 19 november 1951) is een Brits politicus van de Labour Party.
- International Standard Name Identifier: 0000 0000 5169 8884
- Library of Congress Control Number: nr2004011451
- Virtual International Authority File: 51640077
- WorldCat: E39PBJdGFrB7qBTqcDHB4CgYfq